# Ana Guerra
Ana Alicia Guerra Morales (San Cristóbal de La Laguna, Tenerife, 18 febrer de 1994) més coneguda com a Ana Guerra, és una cantant canària, coneguda per la seva participació en el programa Operación Triunfo 2017.
Va ser candidata per representar Espanya al Festival de la Cançó d'Eurovisió 2018, amb dos temes, «El remedio», i un tema en duet amb la també concursant Aitana Ocaña titulat «Lo malo». Finalment, les dues cantants no van ser seleccionades per representar al país en el certamen europeu. «Lo malo» que va quedar en tercer lloc amb un 26%, va aconseguir el número 1 en les llistes musicals d'Espanya i va obtenir cinc discos de platí amb 180.000 compres digitals.
Després de la seva sortida d'Operación Triunfo 2017, Ana Guerra va publicar en plataformes digitals el seu tema «Ni la hora», el qual va comptar amb la col·laboració de Juan Magán. En la seva primera setmana de llançament es va posicionar en el número u de la llista de vendes oficial espanyola i certificant com a cinquè disc de platí en superar les 40.000 vendes, sent escoltada en més de 17 països d'Europa i Amèrica Llatina. El seu senzill «Bajito» és a més disc d'or. El 2018 es va convertir en la segona artista femenina espanyola a la història a tenir dues cançons per sobre de 30 milions de streams a Spotify España. El diari digital El Español, la considera una de les concursants més reeixides d'Operación Triunfo.

## Biografia
Des de molt petita es va iniciar en el món de la música impulsada pel seu pare. Va cursar vuit anys de flauta travessera al Conservatori Professional de Música de Santa Cruz de Tenerife. A més, va aprendre a tocar el piano i la guitarra de forma autodidacta.

### 2017-2018: Operación Triunfo 2017
El 2017 es va presentar als càstings d'Operación Triunfo 2017 i va ser escollida com una de les 16 participants del talent show. Va aconseguir força popularitat i va quedar classificada com a cinquena finalista. Com finalista de l'OT 2017, va ser candidata a representar Espanya al Festival d'Eurovisió de 2018 amb dos temes: un tema solista anomenat «El remedio», compost per Nábalez, i un tema a duo al costat de Aitana anomenat «Lo malo». La gala de selecció de la cançó va tenir lloc el 29 de gener i Ana Guerra va arribar a la fase final només amb «Lo malo». Finalment, va quedar en tercera posició, en què «Tu canción» (cançó d'Amaia Romero i Alfred García) seleccionada per representar Espanya a Eurovisió.

### 2018-present: Primers singles després d'OT
Després del seu pas pel concurs Aitana i Ana Guerra van publicar la versió definitiva de «Lo malo».
El seu primer single en solitari va ser una remasterització de la cançó que va presentar en solitari a la preselecció d'Eurovisió, titulada «El remedio». El tema, compost per Nabález amb tints llatins, va sortir al mercat sense videoclip.
Després de la seva sortida d'OT, Ana Guerra grava la sintonia de la sèrie Fugitiva de la cadena espanyola TVE, que va venir acompanyada d'un petit videoclip barrejat amb escenes de la sèrie. Des de la seva sortida d'OT 2017, Ana Guerra estat un personatge habitual de la premsa rosa.
Al juliol de 2018 anuncia en les seves xarxes socials que el dia 6 de juliol llançaria en plataformes digitals «Ni la hora», un tema en el qual col·laboraria amb el cantant Juan Magán. El videoclip de «Ni la hora» va aconseguir més de 2,5 milions de visites a YouTube en tres dies, per tot just l'endemà passat, la xifra pujar a 4,5 milions.
Al començament de 2019, Ana va participar com a artista convidada en el nou disc de David Bustamante titulat «Héroes en tiempos de Guerra», en concret en la cançó «Desde que te vi». Guerra ja havia cantat amb Bustamante en directe en el concert Caminant Junts a l'Estadi Santiago Bernabéu de Madrid al juny de 2018.
El 21 de febrer d'aquest any Ana Guerra i la seva companya d'Operación Triunfo 2017 Aitana Ocaña van cantar juntes «Lo malo» en els Premio Lo Nuestro a Miami, uns guardons que concedeix Univisión, als músics hispans de l'any.
Entre setembre de 2019 i gener de 2020, Ana Guerra va recórrer 16 ciutats de tot Espanya al costat del seu company d'OT 2017 Luis Cepeda a la gira ImaginBank.
Per a desembre de 2019, Ana Guerra comptava amb nou discos de platí i dos d'or. Més de 90.000 seguidors a través de les seves xarxes socials i amb més de 85 milions de reproduccions al seu canal de YouTube. D'altra banda, el seu disc en solitari, «Reflexión», va superar els 100 milions de reproduccions. A més durant aquest any, Ana Guerra va compartir escenari amb grans estrelles de la música en idioma espanyol com Alejandro Sanz i Juan Luis Guerra.
Ana Guerra presentar juntament amb el presentador Roberto Herrera, les campanades d'any nou 2020-2021 des de Santa Cruz de Tenerife per a tot Espanya. L'esdeveniment va ser seguit per 4.734.000 espectadors amb una quota de pantalla del 27,2%.

## Televisió
- Menudas estrellas (2002)
- Veo veo (2002)
- Operación Triunfo 2017 (2017-2018)
- 99 lugares donde pasar miedo (2019)[30]

## Discografia

### Discos
- 2019: «Reflexión»
- 2021: «La luz del martes»
- 2023: «Érase una vez»
- 2024: «Sin final»

### Senzills
- 2018: «Lo malo» (ft. Aitana)
- 2018: «Ni la hora» (ft. Juan Magán)
- 2018: «Bajito»
- 2019: «Sayonara» (ft. Mike Bahía)
- 2019: «Culpable o no» (ft. Luis Cepeda)
- 2020: «Tarde O Temprano»
- 2020: «Listo va» (ft. Lérica)
- 2021: «Tik-Tak»
- 2023: «Si me quisieras»
- 2023: «Tiempo de Descuento»
- 2024: «Contar Mentiras»
- 2024: «Canción de luto» (ft. Coti)
- 2025: «La llama»

### Col·laboracions
- 2018: «Camina» (ft. Aitana, Alfred, Amaia i Miriam Rodríguez)
- 2018: «El mundo entero» (ft. Agoney Hernández, Aitana, Mimi Doblas, Raoul Vázquez i Maikel Delacalle)
- 2019: «Desde que te vi» (ft. David Bustamante)
- 2019: «El Viajero (Remix)» (ft. Nabález i Yera)
- 2019: «Acepto Milagros» (ft. Tiziano Ferro)
- 2020: «Robarte el Corazón» (ft. Bombai)
- 2020: «Dos segundos» (ft. Huecco)
- 2020: «Los amigos no se besan en la boca» (ft. Lasso)
- 2020: «¡Contigo siempre es Navidad!» (ft. Raphael, Bely Basarte, María Parrado, Cepeda, Antonio José i Miriam Rodríguez)
- 2021: «Peter Pan» (ft. David Otero)
- 2022: «Voy a pensar en ti» (ft. Fran Perea)

### Senzills promocionals
- 2018: «El remedio»
- 2018: «Olvídame»

## Bandes sonores
- 2018: «Fugitiva» (sintonia de capçalera de la sèrie Fugitiva)
- 2020: «En el amor todo es empezar» (Banda sonora de la pel·lícula Explota explota)
- 2020: «Historias que nos unen» (curt de Nadal de Disney)

## Reconeixements
- 2018: Filla adoptiva de Múrcia.[31]
- 2023: Ambaixadora de Ribadeo (Lugo).[32]